# 142e régiment d'infanterie territoriale
Pour les articles homonymes, voir 142e régiment.
Le 142e régiment d'infanterie territoriale est un régiment d'infanterie de l'armée de terre française qui a participé à la Première Guerre mondiale.

## Création et différentes dénominations
- mars 1875 : le 142e régiment d'infanterie territoriale reçoit son numéro, il doit être formé en cas de mobilisation[1]
- août 1914 : formation du 142e régiment d'infanterie territoriale[2]
- août 1918 : dissolution, forme deux bataillons de pionniers[3]
- janvier 1919 : dissolution du 1er bataillon de pionniers[4]
- février 1919 : fin de la dissolution du 2e bataillon de pionniers[5]

## Colonels et chefs de corps
- août 1914 : lieutenant-colonel Farine[2],[6]
- octobre 1914 : lieutenant-colonel Cantau[7],[8]

## Historique des garnisons, combats et batailles

### Première Guerre mondiale

#### Affectations
- 183e brigade de la 92e division d'infanterie territoriale d'août 1914 à juillet 1915[9]
- Réserve d'infanterie du 20e corps d'armée[10]
- 1er bataillon de pionniers :
  - 153e division d'infanterie d'août à septembre 1918 (mis à disposition du 20e corps)[3]
  - 11e division d'infanterie de septembre 1918 à janvier 1919[3],[4],[9]
- 2e bataillon de pionniers :
  - 165e division d'infanterie en août 1918[11]
  - 12e division d'infanterie d'août à novembre 1918[11],[9]

## Drapeau

Le drapeau du territorial d'infanterie.

Il porte, cousues en lettres d'or dans ses plis, les inscriptions suivantes :
- Artois 1915
- Verdun 1916

Le régiment est cité à l'ordre du 20e corps d'armée le 19 septembre 1916 et son drapeau porte donc la croix de guerre 1914-1918.

## Sources et bibliographie
- Historique du 142e régiment territorial d'infanterie pendant la guerre 1914-1918, Nancy, Impr. Berger-Levrault, 32 p., lire en ligne sur Gallica.